# Heteropsammia moretonensis
Espèce
Statut CITES
Heteropsammia moretonensis est une espèce de coraux appartenant à la famille des Dendrophylliidae.